# جک پیکفورد
جک پیکفورد (انگلیسی: Jack Pickford؛ ۱۸ اوت ۱۸۹۶ – ۳ ژانویهٔ ۱۹۳۳) یک هنرپیشه آمریکایی کانادایی‌الاصل بود.
از فیلم‌های او می‌توان به آرزوهای بزرگ اشاره نمود.